# Barticaria caeruleus
Barticaria caeruleus es una especie de coleóptero de la familia Megalopodidae.

## Distribución geográfica
Habita en América.